# Tenemos que hablar de Kevin (novela)
Tenemos que hablar de Kevin (en inglés, We Need to Talk About Kevin) es una novela escrita por Lionel Shriver en el año 2003. Centrada en Kevin Katchadourian, un adolescente responsable de varios asesinatos en su escuela, está narrada en forma de novela epistolar desde la perspectiva de su madre, Eva. En 2011 fue adaptada al cine. La novela fue ganadora del Premio Orange a la ficción en el año 2005.

## Argumento
La narración toma la forma de cartas que Eva dirige a su marido, Franklin, tras la masacre. En ellas detalla su relación matrimonial desde antes de quedar embarazada de Kevin, su hijo mayor, así como su vida cotidiana tras el hecho, que incluye visitas a Kevin en la cárcel. Asimismo, Eva detalla varios eventos que había mantenido en secreto a su marido, así como la conflictiva relación con Kevin, y repasa los hechos que llevaron al fatídico día de la masacre.
El comportamiento de Kevin a lo largo del libro se asemeja a un comportamiento sociopático, aunque las referencias se dejan libres a la imaginación de los lectores. Kevin apenas muestra afecto o responsabilidad moral hacia su familia o la comunidad; de hecho, parece despreciar e incluso odiar a todos, especialmente a su madre, con quien ha antagonizado desde un principio. Desde pequeño comete múltiples actos de sabotaje, desde acciones aparentemente inocentes como rociar el estudio de su madre con una pistola de pintura hasta alentar a una niña a arañar su piel afectada por eczema. La única actividad que parece llevar adelante placenteramente es la arquería, tras haber disfrutado el libro Robin Hood de pequeño.
A medida que el comportamiento de Kevin empeora, Franklin comienza a defenderlo cada vez más, convencido de que su hijo se encuentra sano y que debe haber una explicación razonable para todo lo que hace. Cuando está a su lado, Kevin se muestra como un hijo amoroso y respetuoso, aunque Eva desconfía de ello. Esta situación crea una brecha en el matrimonio; antes de la masacre, Franklin le pide a Eva el divorcio.
Celia, la hermana menor de Kevin, es concebida por la necesidad de Eva de crear un lazo con un miembro de su familia. A los seis años, Celia sufre un "accidente" en que un líquido corrosivo de limpieza le ocasiona la pérdida de un ojo. Dos explicaciones son posibles: o bien Eva había dejado negligentemente la botella al alcance de Celia, o de alguna manera Kevin la atacó. Aunque nunca se prueba, Eva culpa a Kevin del accidente.
Al relatar la masacre, Eva revela que de hecho Franklin y Celia fueron asesinados por Kevin antes de llevar su arco a la escuela y disparar a nueve compañeros, una docente y un ayudante de cafetería. Eva cree que lo que ocasionó esto fue que Kevin había oído a sus padres discutir sobre el divorcio; Franklin habría pedido la tenencia de Kevin negándole así la victoria final sobre Eva.
La novela concluye con el segundo aniversario de la masacre, tres días antes que Kevin sea trasladado a una prisión común al cumplir la mayoría de edad. Asustado, Kevin hace las paces con Eva dándole la prótesis ocular de Celia y pidiéndole disculpas por lo sucedido. Eva le pregunta por primera vez por qué cometió los asesinatos, y él le responde que ya no lo sabe. Se abrazan, y Eva se da cuenta finalmente que ama a su hijo.

## Temas
Shriver se centra en la importancia relativa de las características innatas y las experiencias personales en la conformación del carácter, ya que una de las principales preocupaciones del libro es la posibilidad de que las dudas de Eva acerca de la maternidad hayan influido en el desarrollo psicológico de Kevin.
La autora identifica, asimismo, como temas principales al optimismo y las esperanzas aplastadas, lo cual se representa en el optimismo de Franklin con respecto a conseguir tener una familia feliz.

## Adaptaciones

### Cine
En 2005, la BBC Films adquirió los derechos para adaptar el libro en una película, cuya filmación tomó lugar entre abril y mayo de 2010, con Tilda Swinton en el papel de Eva, Ezra Miller como Kevin y John C. Reilly como Franklin. El film recibió críticas positivas.

### Radio
En 2008 la novela fue emitida por la BBC Radio 4 en 10 episodios de 15 minutos.